# Bukkanhatti, Yelbarga
Bukkanhatti là một làng thuộc tehsil Yelbarga, huyện Koppal, bang Karnataka, Ấn Độ.